# Тотални опозив (филм из 2012)
Тотални опозив (енгл. Total Recall) амерички је научнофантастични и акциони филм из 2012. године, у режији Лена Вајзмана, по сценарију Курта Вимара и Марка Бомбака. Темељи се на истоименом филму из 1990. године, који је инспирисан проповетком „We Can Remember It for You Wholesale” Филипа К. Дика. Главне улоге глуме Колин Фарел, Кејт Бекинсејл и Џесика Бил, док су у споредним улогама Брајан Кранстон, Боким Вудбајн, Џон Чо и Бил Нај. За разлику од првог филма, радња се одвија на дистопијској Земљи, а не на Марсу. Филм спаја америчке и азијске утицаје, посебно у окружењу и доминантном становништву две националне државе у причи: Уједињене федерације Британије (Западна Европа) и Колоније (Аустралија).
Најављен је 2009. године, док је 3. августа 2012. приказан у Северној Америци, односно 9. августа у Србији. Зарадио је преко 198 милиона долара широм света. Добио је помешане и негативне критике, док су критичари за Rotten Tomatoes похвалили акционе сцене, уз констатацију да му недостају елементи оригиналног филма који су га учинили класиком.

## Радња
Тотални опозив је заснован на чувеној причи Филипа К. Дика која говори о танкој граници између стварности и сећања. Дагласу Квејду, раднику у фабрици, претварање снова у сећања, што нуди компанија „Сећање”, звучи као савршени бег од његовог стресног живота. Међутим, када се читав процес искомпликује, он почиње да верује да је шпијун и бежи од полиције, коју контролише Кохејген, предводник слободног света. Квејд се потом удружује са побуњеничком ратницом како би пронашао вођу подземља и зауставио Кохејгена. Граница између фантазије и реалности постаје све нејаснија, а судбина света виси о концу, док Квејд постепено открива свој идентитет, праву љубав и коначну судбину.

## Улоге
| Глумац          | Улога               |
| --------------- | ------------------- |
| Колин Фарел     | Даглас Квејд/Хаузер |
| Кејт Бекинсејл  | Лори Квејд          |
| Џесика Бил      | Мелина              |
| Брајан Кранстон | Вилос Кохејген      |
| Боким Вудбајн   | Хари                |
| Бил Нај         | Матијас             |
| Џон Чо          | Боб Маклејн         |
| Вил Јун Ли      | Марек               |
| Дилан Смит      | Хамонд              |
| Итан Хок        | Карл Хаузер         |